# Vrijheid van informatie
Vrijheid van informatie (of informatievrijheid) verwijst naar de bescherming van het recht op vrijheid van meningsuiting met betrekking tot de internet- en informatietechnologie (zie ook digitale rechten). Vrijheid van informatie kan ook de censuur betreffen in de context van een informatietechnologie, dat wil zeggen de mogelijkheid om toegang tot inhoud van het internet te hebben zonder censuur of beperkingen.
Vrijheid van informatie is een uitbreiding van de vrijheid van meningsuiting, een fundamenteel mensenrecht erkend in het internationaal recht, die tegenwoordig als meer algemeen gezien wordt dan vrijheid van expressie in elk medium, zowel mondeling, schriftelijk, gedrukt, via het internet of via enige kunstvorm. Dit betekent dat de bescherming van de vrijheid van meningsuiting als een recht niet alleen de inhoud omvat, maar ook het middel waarop deze meningsuiting wordt geuit. De vrijheid van informatie kan ook verwijzen naar het recht op privacy in het kader van de internet- en informatietechnologie. Net als het recht op de vrijheid van meningsuiting is het recht op privacy een erkend mensenrecht en de vrijheid van informatie fungeert als een uitbreiding van dit recht.

## Vrijheid van informatie-wetgeving
Particuliere organisaties begonnen met het uitvoeren van functies die voorheen werden uitgevoerd door overheidsinstanties. Privatisering en deregulering liet banken, telecommunicatiebedrijven, ziekenhuizen en universiteiten privaat bestuurd worden, wat leidde tot de vraag om de wetgeving inzake vrijheid van informatie uit te breiden naar private instanties. In juni 2006 hadden bijna 70 landen wetgeving omtrent vrijheid van informatie toegepast op informatie aangehouden door overheidsinstanties en in bepaalde omstandigheden particuliere organisaties. In 19 van deze landen is wetgeving rondom de vrijheid van informatie ook toegepast op particuliere organisaties. Toegang tot informatie is in toenemende mate erkend als een voorwaarde voor transparantie en verantwoordingsplicht van de overheid, als een facilitering aan consumenten hen de mogelijkheid te geven om weloverwogen keuzes te maken en als bescherming van burgers tegen wanbeleid en corruptie. Dit heeft ertoe geleid dat er in een toenemend aantal landen wetgeving is uitgevaardigd ten aanzien van de vrijheid van informatie.

### Overheidsinstellingen
Met ingang van 2006 hadden 70 landen uitgebreide wetgeving voor openbare instanties wat betreft de vrijheid van informatie, waarvan bijna de helft vastgesteld was in de afgelopen 10 jaar. Een dergelijke regeling is in 50 andere landen in ontwikkeling.

### Particuliere instellingen
In 2006 waren er 19 landen die wetgeving ten aanzien van vrijheid van informatie van toepassing laten zijn op overheidsinstanties en particuliere instanties, dit betreft: Antigua en Barbuda, Angola, Armenië, Colombia, Tsjechië, de Dominicaanse Republiek, Estland, Finland, Frankrijk, IJsland, Liechtenstein, Panama, Polen, Peru, Zuid-Afrika, Turkije, Trinidad en Tobago, Slowakije en het Verenigd Koninkrijk. De mate waarin particuliere instanties vallen onder de wetgeving van vrijheid van informatie verschilt per land. In Angola, Armenië en Peru geldt de wetgeving alleen voor particuliere ondernemingen die uitvoeren wat publieke functies geacht worden te zijn. In de Tsjechië, de Dominicaanse Republiek, Finland, Trinidad en Tobago, Slowakije, Polen en IJsland zijn particuliere organisaties die publieke middelen ontvangen onderworpen aan de wetgeving van vrijheid van informatie. De wetgeving in Estland, Frankrijk en het Verenigd Koninkrijk omvat particuliere instanties in bepaalde sectoren. In Zuid-Afrika wordt de toegang die geregeld wordt door de Promotion of Access to Information Act gebruikt door personen om vast te stellen waarom hun leningaanvraag geweigerd is. De toegangsbepalingen zijn ook gebruikt door minderheidsaandeelhouders in particuliere bedrijven en milieuorganisaties, die op zoek waren naar informatie over potentiële milieuschade veroorzaakt door projecten van bedrijven.

### Consumentenbescherming
In 1983 heeft de VN-commissie inzake transnationale ondernemingen de richtsnoeren van de Verenigde Naties voor consumentenbescherming betreft acht rechten van de consument aangenomen, met inbegrip van "toegang voor consumenten tot adequate informatie om hen in staat te stellen weloverwogen keuzes te maken op basis van individuele wensen en behoeften." Toegang tot informatie ging men beschouwen als een fundamenteel recht van de consument en preventieve openbaarmaking, dat wil zeggen de openbaarmaking van informatie over bedreigingen voor het menselijk leven, gezondheid en veiligheid, begon de nadruk te krijgen.

### Beleggers
Geheimzinnig besluitvorming door de bedrijfsleiders en bedrijfsschandalen leidden tot wetgeving betreft de vrijheid van informatie die gepubliceerd moet worden ten bate van de beleggers. Een dergelijke wetgeving werd voor het eerst vastgesteld in Groot-Brittannië in de vroege 20e eeuw, en later in Noord-Amerika en andere landen. Openbaarmakingsregels ten behoeve van de beleggers kregen opnieuw weer aandacht aan het begin van de 21e eeuw toen een aantal schandalen in het bedrijfsleven aan het licht kwamen die gekoppeld waren aan accountancy-fraude en geheimhouding door de bestuurders van vennootschappen. Beginnend met Enron en latere schandalen rond Worldcom, Tyco, Adelphia en Global Crossing lieten het Amerikaanse Congres openbaarheidsverplichtingen opleggen aan bedrijven ten aanzien van nieuwe informatie door middel van de Sarbanes-Oxley Act 2002.

## De informatiemaatschappij en de vrijheid van meningsuiting
De door de wereldtop over de informatiemaatschappij (WSIS) in 2003 aangenomen beginselverklaring bevestigt de democratie en de universaliteit, ondeelbaarheid en onderlinge afhankelijkheid van alle mensenrechten en fundamentele vrijheden. De verklaring maakt ook een specifieke verwijzing naar het belang van het recht op vrijheid van meningsuiting voor de "informatiemaatschappij" met de volgende vermelding:
"Wij bevestigen als een essentieel fundament van de informatiemaatschappij, en zoals beschreven in artikel 19 van de universele verklaring van de rechten van de mens, dat iedereen het recht heeft op de vrijheid van mening en meningsuiting; dat dit recht de vrijheid omvat een mening te koesteren zonder inmenging en het zoeken, en informatie en ideeën op te zoeken, te ontvangen en te geven via alle media en ongeacht grenzen. Communicatie is een fundamenteel sociaal proces, een fundamentele menselijke behoefte en het fundament van alle maatschappelijke organisatie. Het staat centraal in de informatiemaatschappij. Iedereen overal zou de gelegenheid moeten hebben om deel te nemen en niemand mag worden uitgesloten van de voordelen die de informatiemaatschappij biedt."
De 2004 WSIS-beginselverklaring van 2004 erkent ook dat "het noodzakelijk is om het gebruik van informatiebronnen en technologieën voor criminele en terroristische doeleinden te voorkomen, met inachtneming van de mensenrechten." Wolfgang Benedek merkt daarbij op dat de WSIS-verklaring alleen een aantal verwijzingen naar mensenrechten bevat en niet precies zegt en niet precies procedures of mechanismes aanduidt om ervoor te zorgen dat er in de praktijk rekening wordt gehouden met de mensenrechten.

## Hacktivismo
De digitale rechten-groep Hacktivismo, opgericht in 1999, stelt dat de toegang tot informatie een fundamenteel mensenrecht is. De overtuigingen van de groep worden uitvoerig beschreven in de "Hacktivismo Declaration", die pleit voor de toepassing van de universele verklaring van de rechten van de mens en het internationaal verdrag inzake burgerrechten en politieke rechten op het internet. De verklaring herinnert aan de verplichting van de lidstaten bij het IVBPR om het recht van vrijheid van expressie ten aanzien van het internet te beschermen en in dit verband de vrijheid van informatie. De Hacktivismo-verklaring erkent "het belang te strijden tegen mensenrechten-misbruik met respect voor een redelijke toegang tot informatie op het internet" en roept de hacker-gemeenschap op om "te studeren op manieren en middelen om staat-gesponsorde censuur van het internet te omzeilen" en "technologieën te implementeren om op te komen tegen schendingen van het recht van de vrijheid van informatie". De Hacktivismo-verklaring erkent wel dat het recht op vrijheid van meningsuiting is onderworpen aan beperkingen, met vermelding dat zij "het recht van regeringen erkennen om de publicatie goed gecategoriseerde staatsgeheimen, kinderpornografie, en kwesties met betrekking tot persoonlijke levenssfeer en de privileges te verbieden amen met andere aanvaarde beperkingen." Echter stelt de Hacktivismo-verklaring dat "we ons verzetten tegen het gebruik van macht van de staat om de toegang te controleren tot de werken van critici, intellectuelen, kunstenaars of religieuze personen."

## Global Network Initiative
Op 29 oktober 2008 werd het Global Network Initiative opgericht op de "principes over de vrijheid van meningsuiting en privacy". Het initiatief werd opgezet met de 60e verjaardag van de universele verklaring van de rechten van de mens en is gebaseerd op internationaal erkende normen en wetten voor de rechten van de mens inzake de vrijheid van meningsuiting en privacy vastgelegd in de universele verklaring, de internationaal verdrag inzake burgerrechten en politieke rechten en het Internationaal Verdrag inzake economische, sociale en culturele rechten. Deelnemers aan het initiatief zijn de Electronic Frontier Foundation, Human Rights Watch, Google, Microsoft, Yahoo! en andere grote bedrijven, niet-gouvernementele organisaties met betrekking tot mensenrechten, investeerders en academici.
Volgens rapporten was Cisco Systems uitgenodigd voor de eerste discussies, maar nam niet deel aan het initiatief. Harrington Investments, die Cisco voorstelde een mensenrechten-raad in te stellen, verwierp het Global Network Initiative als een vrijwillige gedragscode omdat die geen echt invloed zou hebben. John Harrington noemde de Global Network Initiative "betekenisloze ruis" en vroeg in plaats daarvan om statuten op te nemen die de raden van bestuur verplichten de verantwoordelijkheden van de mensenrechten te aanvaarden.

## Internetcensuur
Jo Glanville, redacteur van de Index on Censorship, stelt dat "het internet een revolutie is voor zowel censuur als voor de vrijheid van meningsuiting". Het concept van vrijheid van informatie is ontstaan in reactie op de staat-gesponsorde censuur, controle en toezicht van het internet. Internetcensuur omvat de controle of onderdrukking van de publicatie of toegang tot informatie op het internet.
Volgens de "internet enemy list" (lijst van vijanden van het internet) van de Verslaggevers Zonder Grenzen houden de volgende staten zich bezig met doordringende internetcensuur: Cuba, Iran, Malediven, Myanmar, Noord-Korea, Syrië, Tunesië, Oezbekistan en Vietnam. Een zeer bekend voorbeeld is de Great Firewall of China die zowel verwijst naar haar rol als netwerk-firewall als naar de oude Chinese Muur. Het systeem blokkeert inhoud door te voorkomen dat IP-adressen worden omgeleid en bestaat uit een standaard firewall en proxy-servers op de internetpoorten. Het systeem houdt zich ook selectief bezig met DNS-vergiftiging wanneer bepaalde sites worden opgevraagd. De overheid lijkt niet systematisch de inhoud van het internet te onderzoeken, omdat dit technisch onpraktisch blijkt. Internetcensuur in China wordt uitgevoerd door een breed scala van wettelijke en bestuursrechtelijke bepalingen. In overeenstemming met deze wetten zijn er meer dan zestig internetreglementen gemaakt door de overheid en censuursystemen zijn krachtig uitgevoerd door provinciale afdelingen van overheid-internetproviders, bedrijven en organisaties.